# پیک (فیلم روسی)
پیک (به روسی: Курьер، رومان‌نویسی: Kuryer) یک فیلم کمدی-درام عاشقانه محصول سال ۱۹۸۶ اتحاد جماهیر شوروی است که به کارگردانی کارن شاه‌نظرف و بر اساس فیلم‌نامه‌ای از الکساندر برودیانسکی و داستان کوتاه شاه‌نظرف با همین نام ساخته شده است. این داستان کوتاه در شماره آوریل ۱۹۸۲ مجله یونوست منتشر شده بود.
داستان این فیلم پیرامون مشکلات جوانان دوره پرسترویکا می‌چرخد و بین مه تا اوت ۱۹۸۶ توسط انجمن خلاق فیلم‌های کمدی و موزیکال در استودیوی موس‌فیلم فیلم‌برداری شد. این فیلم یکی از نخستین آثار سینمای شوروی است که رقص بریک را به تصویر کشیده است.
در ۱۰ مه ۱۹۸۷، فیلم پیک در بیستمین جشنواره فیلم اتحاد جماهیر شوروی در تفلیس، جایزه هیئت داوران کودک و جایزه کمیته مرکزی اتحادیه کمونیست‌های جوان گرجستان را برای «ارائه‌ای جذاب و هوشمندانه از موضوع پیچیده شکل‌گیری شخصیت یک جوان» دریافت کرد. در ۱۷ ژوئیه همان سال، این فیلم در بخش مسابقه فیلم‌های بلند در پانزدهمین جشنواره بین‌المللی فیلم مسکو، جایزه ویژه هیئت داوران را کسب کرد. همچنین در ۱۷ دسامبر ۱۹۸۸، این اثر در بخش بهترین موسیقی متن (ساخته ادوارد آرتمیف) نامزد دریافت جایزه نیکا شد.

## خلاصه موضوع
فیلم در سال‌های اولیه پرسترویکا در مسکو جریان دارد. رژیم رفاه نسبی را به همراه آورده، اما هم‌زمان شکاف بین دارا و ندار نیز در حال افزایش است. برای تعلق داشتن به طبقه متوسط به بالا، افراد باید سخت کار کنند و همرنگ جماعت شوند. اما ایوان میروشینک، نوجوانی که مادرش به‌تازگی از همسرش جدا شده، نه قصد سخت‌کوشی دارد و نه تمایلی به سازگاری با هنجارها. او پس از مردود شدن بی‌تفاوت در آزمون ورودی دانشگاه، نمی‌داند چه کند، اما مادرش برایش شغلی در یک انتشارات کوچک به عنوان پیک پیدا می‌کند.
در اولین روز کاری، ایوان برای تحویل یک بسته به پروفسور کوزنتسوف، که از طبقه مرفه جامعه است، فرستاده می‌شود. او در آنجا با کاتیا، دختر پروفسور، آشنا می‌شود و با جسارت و گستاخی خاص خود، او را مجذوب می‌کند. کاتیا که زندگی محافظت‌شده‌ای داشته، تحت تأثیر رفتار متفاوت ایوان قرار می‌گیرد، در حالی که ایوان بدون هدف خاصی، صرفاً جریان را دنبال می‌کند. اما پروفسور ایوان را جوانی بی‌ادب، پوچ‌گرا و بی‌ارزش می‌داند.
رابطه ایوان و کاتیا ادامه پیدا می‌کند و آن‌ها چه به‌تنهایی و چه در جمع دوستان خود، بارها یکدیگر را ملاقات می‌کنند. تفاوت‌های طبقاتی بین آن‌ها کم‌کم آشکار شده و شکاف بینشان عمیق‌تر می‌شود. شوخی‌های نابجای ایوان، که شاید تنها راه او برای جلب توجه باشد، به مشکلات جدی و ناخوشایندی منجر می‌شود.
این فیلم دربارهٔ سرگردانی جوانان، کشش‌های عاطفی میان افرادی از پیشینه‌های مختلف، شکاف بین نسل‌ها، فروپاشی اتحاد جماهیر شوروی و رد ارزش‌های آن توسط نسل جدید است. شخصیت کاتیا نیز با چند اشاره ظریف اما هوشمندانه، به‌طور عمیقی تحلیل شده است.
پیک در زمان اکران جوایز متعددی دریافت کرد و با وجود گذر زمان، همچنان تأملاتی ارزشمند دربارهٔ مسائل جهانی ارائه می‌دهد (البته با صرف‌نظر از مدل لباس و آرایش‌ها). موسیقی متن فیلم، ساخته ادوارد آرتمیف، نیز از نقاط قوت آن محسوب می‌شود.

## داستان
فیلم در مسکو، سال ۱۹۸۶ روایت می‌شود و با جدایی خانواده میروشینکوف آغاز می‌شود. ایوان، پسر ۱۷ ساله آن‌ها که به‌تازگی دبیرستان را تمام کرده، نزد مادرش می‌ماند. پس از قبول نشدن در آزمون ورودی دانشگاه، مادرش برای او شغلی به‌عنوان پیک در مجله مسائل دانش پیدا می‌کند. در اولین روز کاری، ایوان مأمور می‌شود که یک نسخه خطی را به پروفسور کوزنتسوف تحویل دهد، اما به‌جای انجام این کار، با دوستش بازین به اسکیت‌بازی می‌رود و تحویل نسخه خطی را به تأخیر می‌اندازد. وقتی بالاخره به خانه پروفسور می‌رسد، با دخترش کاتیا آشنا می‌شود و آن‌ها خیلی زود با هم صمیمی می‌شوند. در دیدار بعدی، که ایوان برای تحویل گرفتن نسخه خطی به خانه کوزنتسوف می‌رود، خانواده او را به ناهار دعوت می‌کنند. با این حال، حرف‌های بی‌پرده و خاص ایوان، پروفسور را خشمگین می‌کند. او سر ایوان داد می‌زند و او را از خانه بیرون می‌کند. هنگام خداحافظی، کاتیا به ایوان می‌گوید که بعداً با او تماس خواهد گرفت.
ایوان و کاتیا با یکدیگر وارد رابطه می‌شوند و دوستان همدیگر را ملاقات می‌کنند، اما هیچ‌یک نمی‌توانند خود را با گروه دوستان دیگری وفق دهند. ایوان از خانواده‌ای متوسط است و تفریحاتش ساده و کم‌هزینه است، در حالی که کاتیا متعلق به قشر «جوانان طلایی» است که علایق و ارزش‌های متفاوتی دارند. یک روز که ایوان در خانه کاتیا است، آن‌ها در حال نواختن پیانو هستند که پروفسور سر می‌رسد و ایوان را به کناری می‌کشد و از او می‌خواهد که رابطه‌اش را با دخترش تمام کند، زیرا معتقد است که ایوان تأثیر منفی روی او دارد. در پاسخ، ایوان دروغ می‌گوید که کاتیا از او باردار است و از پروفسور تقاضای ازدواج با او را می‌کند. پروفسور این دروغ را باور می‌کند. روز بعد، ایوان در نزدیکی دانشگاه دولتی مسکو کاتیا را پیدا می‌کند تا از او به خاطر این رفتار عذرخواهی کند، اما متوجه می‌شود که کاتیا نیز به خانواده‌اش گفته که باردار است! آن‌ها تصمیم می‌گیرند که واقعاً بچه‌دار شوند و برای این کار به زیرزمینی در همان نزدیکی می‌روند، اما در نهایت فردی رهگذر مزاحم آن‌ها می‌شود و نقشه‌شان ناکام می‌ماند.
شب‌هنگام، ایوان با یک دسته گل به مهمانی تولد کاتیا می‌رود تا از خانواده‌اش عذرخواهی کند. برخلاف انتظار، او در میان مهمانان و دوستان نزدیک خانواده کوزنتسوف پذیرفته می‌شود. گفت‌وگوی مهمانان کم‌کم به موضوع دنیای امروزی و جوانان کشیده می‌شود و سپس به بحثی داغ و چالش‌برانگیز تبدیل می‌شود. در این میان، کاتیا اعتراف می‌کند که رویاهایش با آرزوهای بلندپروازانه والدینش فاصله دارد. او که به شدت تحت تأثیر این اعتراف قرار گرفته، از میان مهمانان بیرون می‌دود. ایوان به‌دنبالش می‌رود و او را در نزدیکی خانه پیدا می‌کند، اما کاتیا به او می‌گوید که دیگر به دنبالش نرود و با او تماس نگیرد.
در راه بازگشت، ایوان با بازین برخورد می‌کند و از او می‌پرسد که بزرگ‌ترین آرزویش چیست. بازین پاسخ می‌دهد که آرزوی خرید یک پالتو را دارد، زیرا زمستان نزدیک است و او فقط یک کاپشن نازک دارد. پس از کمی فکر کردن، ایوان پالتوی خودش را به او می‌دهد و به او می‌گوید که باید به چیزهای بزرگ‌تری فکر کند. در پایان، ایوان از حیاط عبور می‌کند، می‌ایستد و سربازی را با چهره‌ای سوخته و مدال‌های نظامی می‌بیند—یادآوری از اینکه او نیز به‌زودی باید به خدمت سربازی برود.